# Kościół Najświętszej Maryi Panny Królowej Różańca Świętego w Poznaniu

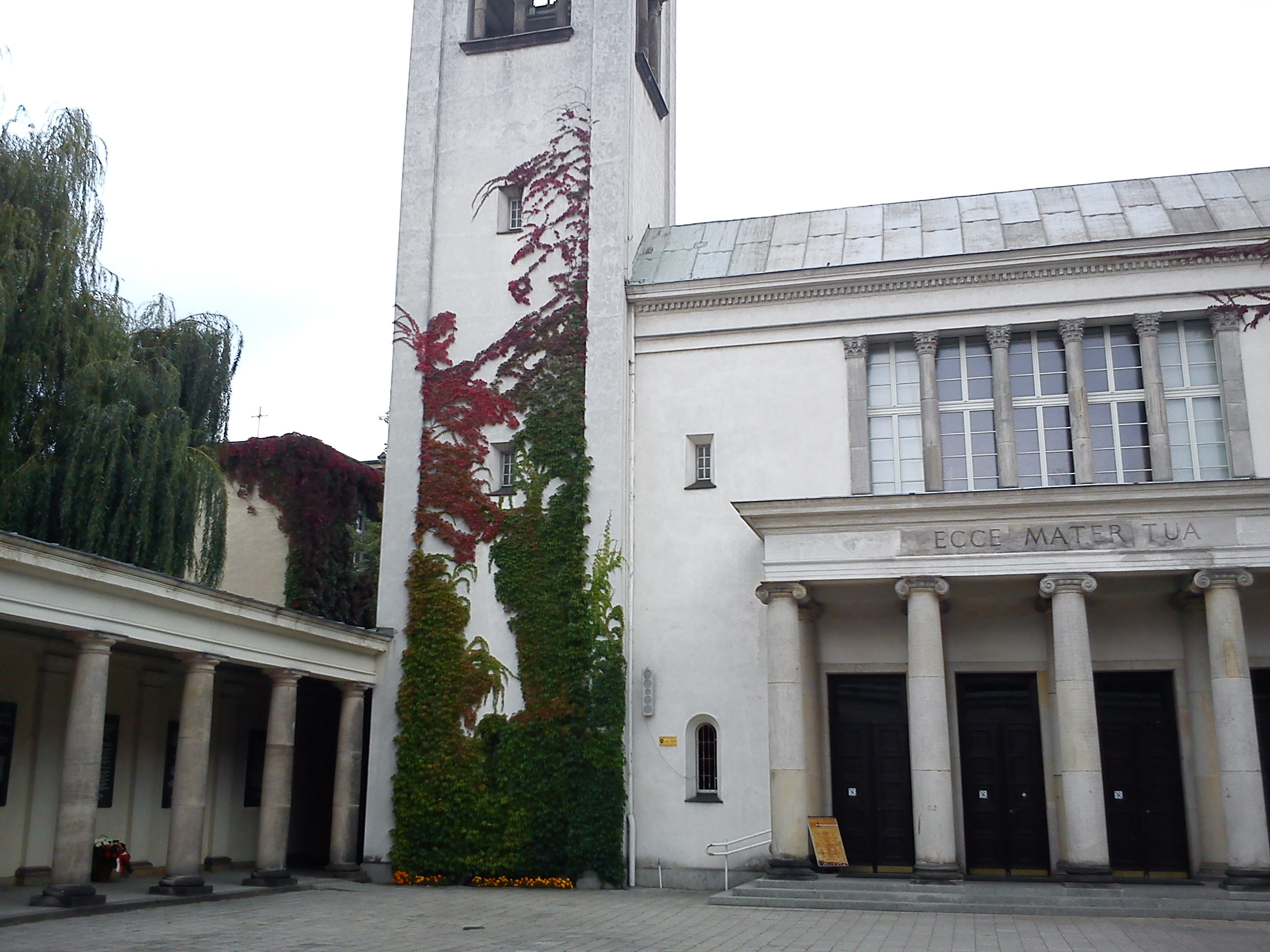
Fragment elewacji kościoła, podcieni i dziedzińca

Kościół Królowej Różańca Świętego w Poznaniu (nazywany też kościołem Dominikanów) – świątynia należąca do zakonu dominikanów znajdująca się w centrum Poznania na narożniku ulicy Libelta i Alei Niepodległości. Od 2017 r. wielkopostny kościół stacyjny.

## Historia
Dominikanie pojawili się w Poznaniu w 1231 roku, osiedlając się początkowo na Śródce, a następnie w 1244 roku przenosząc się na lewy brzeg, gdzie zbudowali klasztor i kościół. W XIX wieku władze pruskie dokonały kasaty zakonu, w wyniku czego dominikanie opuścili Poznań (obecnie ich dawną świątynią opiekują się jezuici). Dominikanie powrócili do Poznania w 1937.
Pierwszy projekt kościoła i klasztoru pochodził od Stefana Cybichowskiego i powstał na przełomie 1937 i 1938. Trójnawowa bazylika miałaby się znaleźć po zachodniej stronie posesji. Fasada miałaby być zwrócona do Alei Niepodległości. Wolno stojąca, wysoka wieża kampanila ustawiona została by na narożniku ul. Libelta. Druga wersja tego projektu zakładała rozwinięcie założenia i przybliżenie świątyni do skrzyżowania ulic Libelta i Alei Niepodległości. Cybichowski zastosował tu nawiązanie do kościoła Notre-Dame w Le Raincy autorstwa Auguste’a Perreta. Projekt zatwierdzono 5 kwietnia 1939, ale wybuch II wojny światowej przerwał prace. Wzniesiono tylko część klasztoru od ul. Libelta (w 1941 dokończyli go Niemcy na potrzeby własnej administracji, a przeprojektował go radca budowlany Bredschneider z Reichsbauamt 1 Posen).
Po wojnie do tematu budowy powrócono, jednak projekt Cybichowskiego był zbyt dominującym założeniem w centrum miasta z punktu widzenia władz komunistycznych. Architekt pragnął iść na kompromis i skreślił z projektu kampanilę. W marcu 1946 Marian Antoni Pospieszalski, pragnąc zachować kościół Cybichowskiego, zaprojektował nieco niższą wieżę, nie przewyższającą otaczającej zabudowy. Aby nie zadrażniać stosunków z władzami i otrzymać pozwolenie na budowę, dominikanie ogłosili w 1946 nowy konkurs na obiekt.
Zwyciężył w nim Marek Leykam, projektując modernistyczną świątynię w połowie dłuższego boku działki, na osi północ-południe (a więc prostopadle do obecnego kościoła). Miał formę leżącego prostopadłościanu z niewielkim podwyższeniem od północy. Miała to być monolityczna, żelbetowa struktura wzorowana na kościele Bożego Ciała w Akwizgranie zaprojektowanym w latach 1928–1930 przez Rudolfa Schwarza, ucznia Hansa Poelziga lub na kościele ewangelicko-reformowanym w Zurychu-Altstetten (proj. Werner Moser). W połowie lat 40. XX wieku była to niezwykle nowatorska propozycja w polskiej sztuce sakralnej, mimo że (zgodnie z oczekiwaniami władz) bardzo powściągliwa. Środowisko architektoniczne oceniło wizję bardzo wysoko, ale nie znalazła ona uznania u dominikanów (duchowieństwo uznało projekt za niesakralny).
Innym projektem konkursowym była kolejna wizja Mariana Pospieszalskiego – kościół halowy z ambitem i płytkimi kaplicami przy nawach inspirowany w części poznańską kolegiatą Najświętszej Marii Panny, w części realizacjami Perreta, a w części drugim projektem Cybichowskiego. W fasadzie zaistnieć miała głęboka wnęka z wielką rozetą i grupą pasyjną – rozwiązanie zbliżone do fasady dworca głównego w Stuttgarcie (proj. Paul Bonatz, 1913).

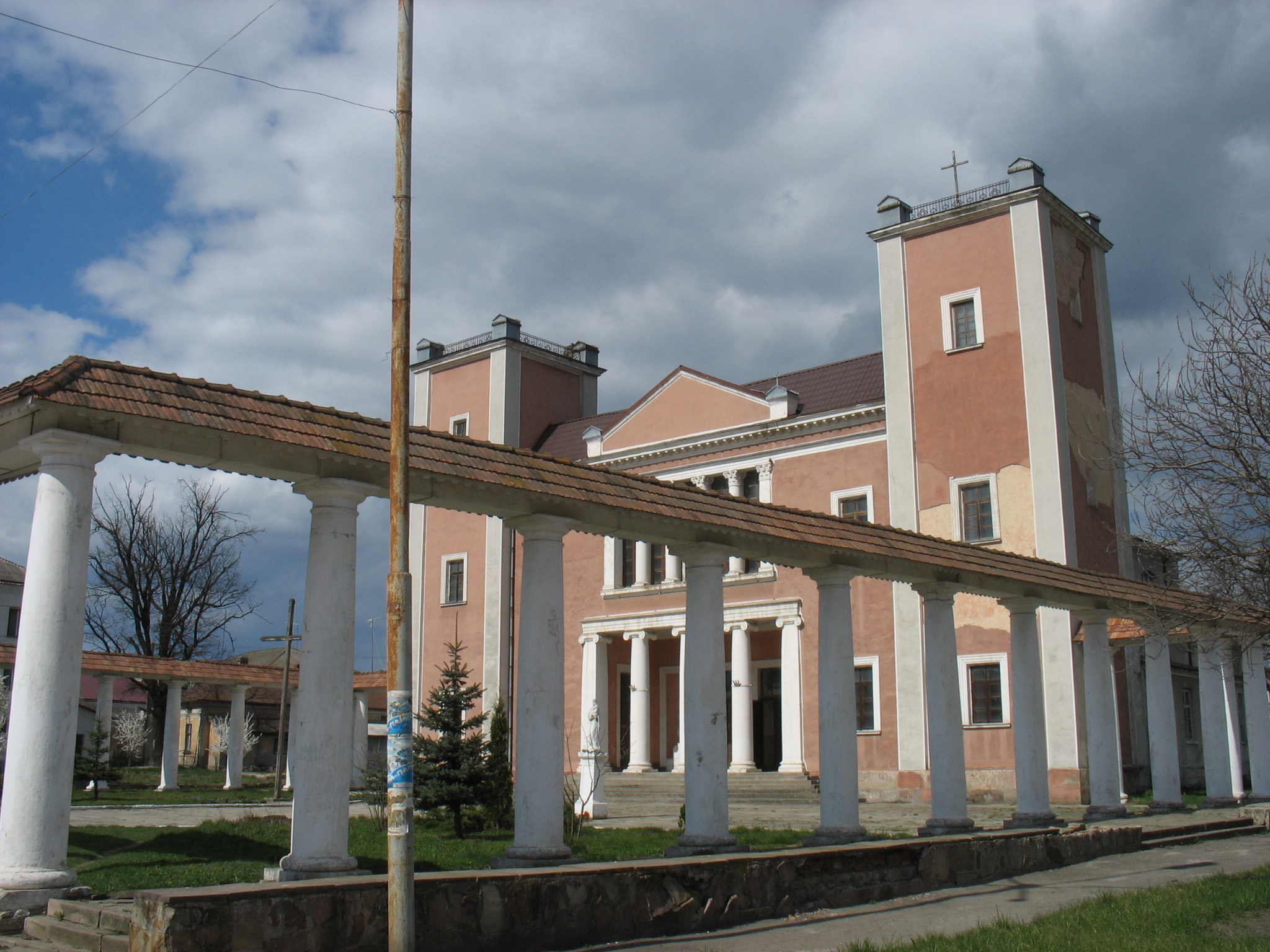
Kościół św. Piotra i Pawła w Trembowli – świątynia bliźniacza

Również te rozwiązania nie zadowoliły poznańskich dominikanów. Odpowiedzią na to był kolejny projekt Pospieszalskiego – kościół powiązany z tzw. domem społecznym, ułożony na działce podobnie jak w propozycji Leykama, z wieżą nad prezbiterium. Miał to być horyzontalny kompleks z dwukondygnacyjną halą widowiskową nawiązujący do modernizmu lat 30. XX wieku. Także ten projekt nie doczekał się, z niewiadomych przyczyn, realizacji.
Przeciągające się i nie przynoszące efektów działania przerwano w 1947. Krakowscy dominikanie przekazali do Poznania projekt Adolfa Szyszko-Bohusza, w którym wiernie powtarzał on zaprojektowany przez siebie w latach 1927–1928 kościół św. Piotra i Pawła w Trembowli. Obiekt nie przystawał do warunków poznańskich – w Trembowli stanowił ośrodek duszpasterstwa parafialnego, a w Poznaniu miał być dużą świątynią zakonną, nastawioną na duszpasterstwo akademickie. Nie wiadomo, czy Szyszko-Bohusz w ogóle odwiedził wtedy Poznań – zmarł w 1948 w Krakowie. Było to jedno z jego ostatnich dzieł. Pracami budowlanymi kierował Władysław Czarnecki, uzupełniając szczegóły i dokonując drobnych zmian projektowych. Obniżył atrium i dodał m.in. kopułę na kaplicy przy portyku północnym, do północnej ściany dostawił apsydę z ołtarzem św. Tomasza z Akwinu. W przyziemiu wieży północnej zaprojektował renesansowo-barokową kaplicę. Budowę ostatecznie ukończono w latach 1959–1960. Kościół otrzymał formę modelowej bazyliki wczesnochrześcijańskiej. Konsekracja nastąpiła w 1997.

## Opis
Jest to eklektyczna świątynia na planie prostokąta nawiązująca wyglądem i układem do bazylik romańskich. Charakterystycznymi elementami fasady są dwie wieże na planie kwadratów oraz wejście w formie portyku wspartego na pięciu jońskich kolumnach.
Przed murem otaczającym kompleks znajduje się głaz upamiętniający ojca Honoriusza (Stanisława Kowalczyka), który zginął w 1983 roku podczas stanu wojennego. Wejście do kościoła prowadzi przez atrium otoczone kolumnadą. W północnej części ścian otaczających dziedziniec znajduje się kaplica Matki Boskiej Fatimskiej, zaś w południowo-wschodnim narożniku kaplica katyńska. Na ścianach atrium znajdują się tablice upamiętniające między innymi żołnierzy Okręgu Poznańskiego Armii Krajowej, Szarych Szeregów, członków Ojczyzny oraz poznańskie korporacje akademickie. Tablice także upamiętniają pojedyncze osoby, takie jak Roman Brandstaetter, Kazimiera Iłłakowiczówna czy Zygmunt Szweykowski i Brygida Kürbis.
Halowe wnętrze podzielone jest na trzy nawy przez dwa rzędy jońskich kolumn, na których wspiera się kasetonowy strop. Prezbiterium na planie czworokąta z absydą, przykryte sklepieniem krzyżowo-żebrowym, oddzielone jest od korpusu przez pełny łuk tęczowy. Od zachodu nawę zamyka empora z organami.
W kruchcie, przy północnej ścianie, znajduje się figura Chrystusa Frasobliwego.
Ołtarz główny zaprojektowali Józef Kopczyński i Jan Węcławski. Za nim, na ścianie prezbiterium znajduje się krucyfiks, a na ścianach bocznych obrazy namalowane w warsztacie Tomasza Dolabelli w XVII wieku. Są to: Aniołowie karmiący św. Dominika i jego uczniów, Męczeństwo dominikanów sandomierskich, Kazanie św. Wincentego Ferreriusza oraz Cud św. Małgorzaty.
W nawie północnej, na jej wschodnim końcu, obraz pędzla Karola Sagnowskiego z 1863 roku przedstawiający przeprawę św. Jacka Odrowąża z uczniami przez Wisłę pod Wyszogrodem. Na środku tej nawy nisza obramowana kamiennym portalem, w której znajduje się ołtarz boczny z 1950 roku projektu Władysława Czarneckiego. W centrum tego ołtarza znajduje się obraz z XVIII wieku ukazujący św. Tomasza z Akwinu.
W nawie południowej, na jej wschodnim końcu, znajduje się kaplica Wieczystej Adoracji Najświętszego Sakramentu. Znajduje się w niej obraz Matki Bożej Różańcowej namalowany w XVII wieku. Zakonnicy przywieźli go tu ze zlikwidowanego klasztoru w Tarnopolu. W tej samej nawie, naprzeciwko ołtarza nawy północnej, znajduje się wejście na klatkę schodową prowadzącą do spowiednicy.
W spowiednicy poza konfesjonałami znajduje się obraz Jezu ufam Tobie. Ze spowiednicy można przejść do kaplicy akademickiej, gdzie znajduje się kopia ikony Matki Boskiej Częstochowskiej namalowana w 1981 roku.
Klasztor znajduje się na wschód od kościoła między ulicami Libelta i Kościuszki.